# Pidgin italiano de Eritrea
El Pidgin italiano de Eritrea (o "Italiano eritreo", como suele llamarse) era un idioma pidgin utilizado en la Eritrea italiana cuando Eritrea era una colonia de Italia (y hasta la década de 1970 en la región de Asmara).

## Historia
Este Pidgin comenzó a crearse a fines del siglo XIX y se desarrolló por completo en la década de 1930. Tenía similitudes con la Lingua Franca mediterránea.

Lingua Franca también parece haber afectado a otros idiomas. El "Pidgin italiano eritreo", por ejemplo, mostró algunas similitudes notables con él, en particular el uso de participios italianos como marcadores de pasado o perfectivo. Parece razonable suponer que estas similitudes se han transmitido a través de los estereotipos italianos de "habla extranjera".

En 1940, casi toda la población local de Asmara (la capital de Eritrea) hablaba el "Pidgin italiano eritreo" cuando se comunicaba con los colonos italianos.

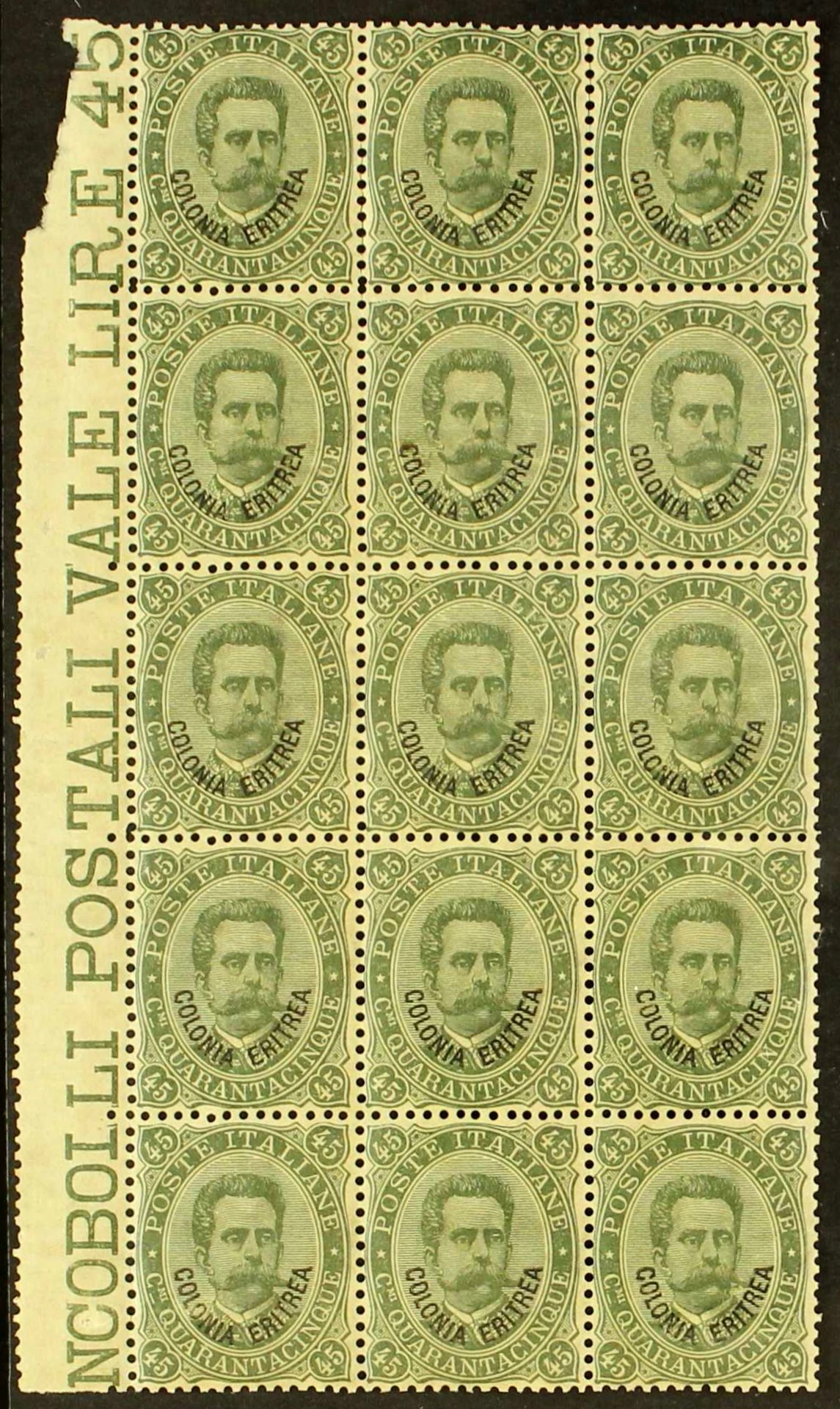
Sellos sobreimpresos para "Colonia Eritrea" en italiano, 1893

Hasta finales de la década de 1970, algunos eritreos nativos todavía usaban este Pidgin, pero actualmente se considera extinguido (incluso si algunos eritreos viejos todavía lo entienden en Asmara).
Sobre el italiano Eritreo Habte-Mariam escribió que: “[…] en la etapa inicial de su contacto […] Parece probable que los italianos simplificaron la gramática del idioma que usaban con los subordinados en esta etapa, pero no lo hicieron. (Este Pidgin) toma prestado vocabulario y formas gramaticales del amárico y el tigrinya, ya que no aparece en el 'italiano simplificado' que se usa hoy en día”. Habte escribió que se usaba no solo entre nativos eritreos e italianos, sino también entre diferentes tribus en Etiopía y Eritrea.
Los lingüistas G. Gilbert y Lionel Bender llamaron a este Pidgin un "italiano simplificado de Eritrea" y escribieron que:
"El Italiano simplificado de Eritrea" es definitivamente un Pidgin; Habte lo describe como una “forma relativamente variable de italiano” (1976: 179). El relato de Habte sobre su entorno socio-lingüístico (1976: 170-4) y lo que sabemos de la historia reciente de Eritrea deja bastante claro que no es probable que se convierta en criollo y, de hecho, parece probable que desaparezca en la próxima generación o dos. '.
Para ellos, el italiano simplificado de Eritrea "tiene un orden SVO básico; la forma sin marcar se usa para lo inespecífico; stare y ce (del italiano) como locativos".
El léxico y la sintaxis del pidgin eritreo italiano fueron descritos por Saul Hoffmann en
Ejemplos:
- luy andato lospεdale; en italiano: È andato all'ospedale (en español: ha ido al hospital)
- o bεrduto soldi ki tu dato bεr me; en italiano: ho perso i soldi che mi hai dato (en español: he perdido el dinero que me diste)
- iyo non ce/aβere makkina; en italiano: non ho la macchina (en español: yo no tengo el coche)

## Características del lenguaje
Si bien la fonología y la entonación se ven afectadas por los idiomas nativos de Eritrea, incluidos el idioma tigrinya y el Árabe, el Pidgin italiano de Eritrea se basa en la forma europea estándar. El léxico italiano en Eritrea tiene algunos préstamos del Tigrinya y de origen árabe (este último incluye especialmente términos islámicos). Por otro lado, las lenguas italianas han dado a la lengua tigrinya muchos cientos de préstamos.
Cabe destacar que cerca de quinientas palabras italianas (incluidas las del inglés, pero que se originaron en el italiano durante la Edad Media) se usan comúnmente en el Eritreo (y en este Pidgin) hablado en Asmara y sus alrededores, desde "pasta" hasta "spagueti".
Los siguientes son algunos de estos préstamos:
Eritreo - Italiano (Inglés)
- asheto - aceto (vinagre)
- arransci - arancia (naranja)
- bishcoti - biscotti (galleta)
- bani - panel (pan)
- cancello - cancello (puerta)
- dolsce - dolce (pastel)
- forchetta - forchetta (tenedor)
- macchina - macchina (coche)

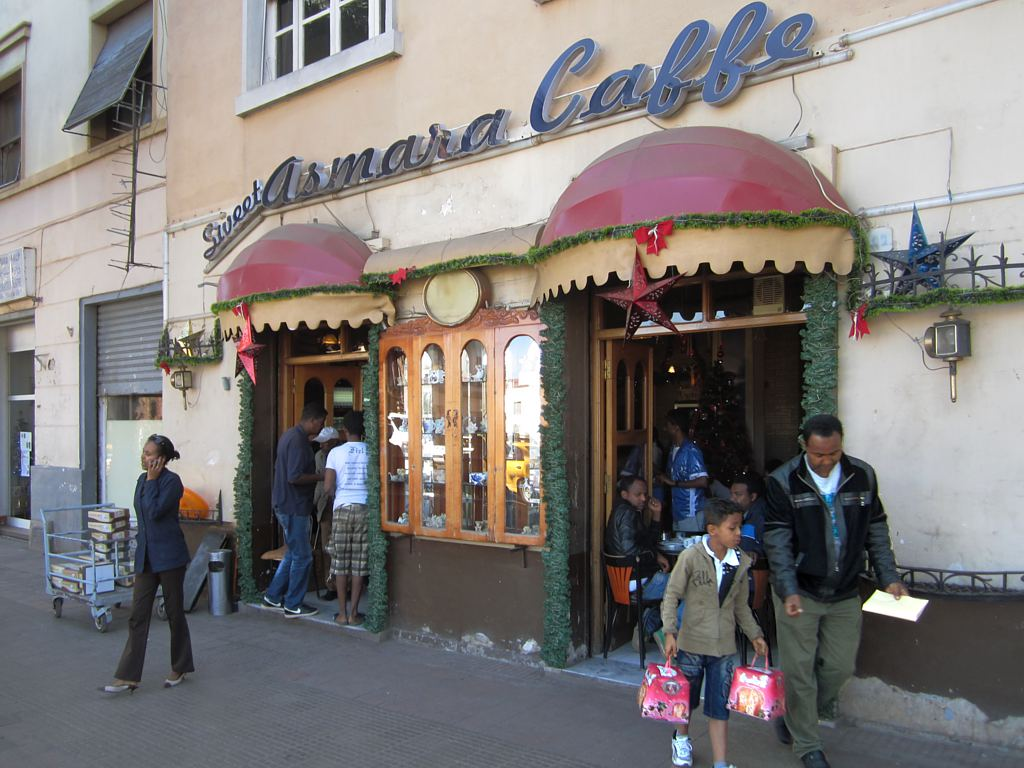
El "Asmara Caffe" en Harnet Avenue de Asmara es famoso por su capuchino al estilo italiano y sus pasteles. Tiene la palabra italiana "caffe", que significa 'café'

- malmalata - marmellata (mermelada)
- salata - insalata (ensalada)
- Gazeta - giornale (periódico)
- borta - porta (puerta)
- calsi - calze (calcetines)
- bencina - bencina (gasolina)
- balaso - palacio (edificio)
- barberi - barbiere (barbero)
- falegnamo - falegname (carpintero)